# Anthracoideaceae
Anthracoideaceae es una familia del hongo tizón del orden Ustilaginales. Consta de 20 géneros y 198 especies.

## Géneros
| - Anthracoidea - Cintractia - Dermatosorus - Farysia - Farysporium - Heterotolyposporium - Kuntzeomyces - Leucocintractia - Moreaua - Orphanomyces | - Pilocintractia - Planetella - Portalia - Schizonella - Stegocintractia - Testicularia - Tolyposporium - Trichocintractia - Ustanciosporium |